# Benfeld
Benfeld település Franciaországban, Bas-Rhin megyében. Lakosainak száma 5922 fő (2022. január 1.). Benfeld Herbsheim, Huttenheim, Kertzfeld, Rossfeld és Sand községekkel határos.

## Népesség
A település népességének változása:
| Lakosok száma | 5716 | 5724 | 5833 | 5753 | 5756 | 5801 | 5820 | 5870 | 5922 |
|               | 2013 | 2015 | 2016 | 2017 | 2018 | 2019 | 2020 | 2021 | 2022 |